# Südbrookmerland

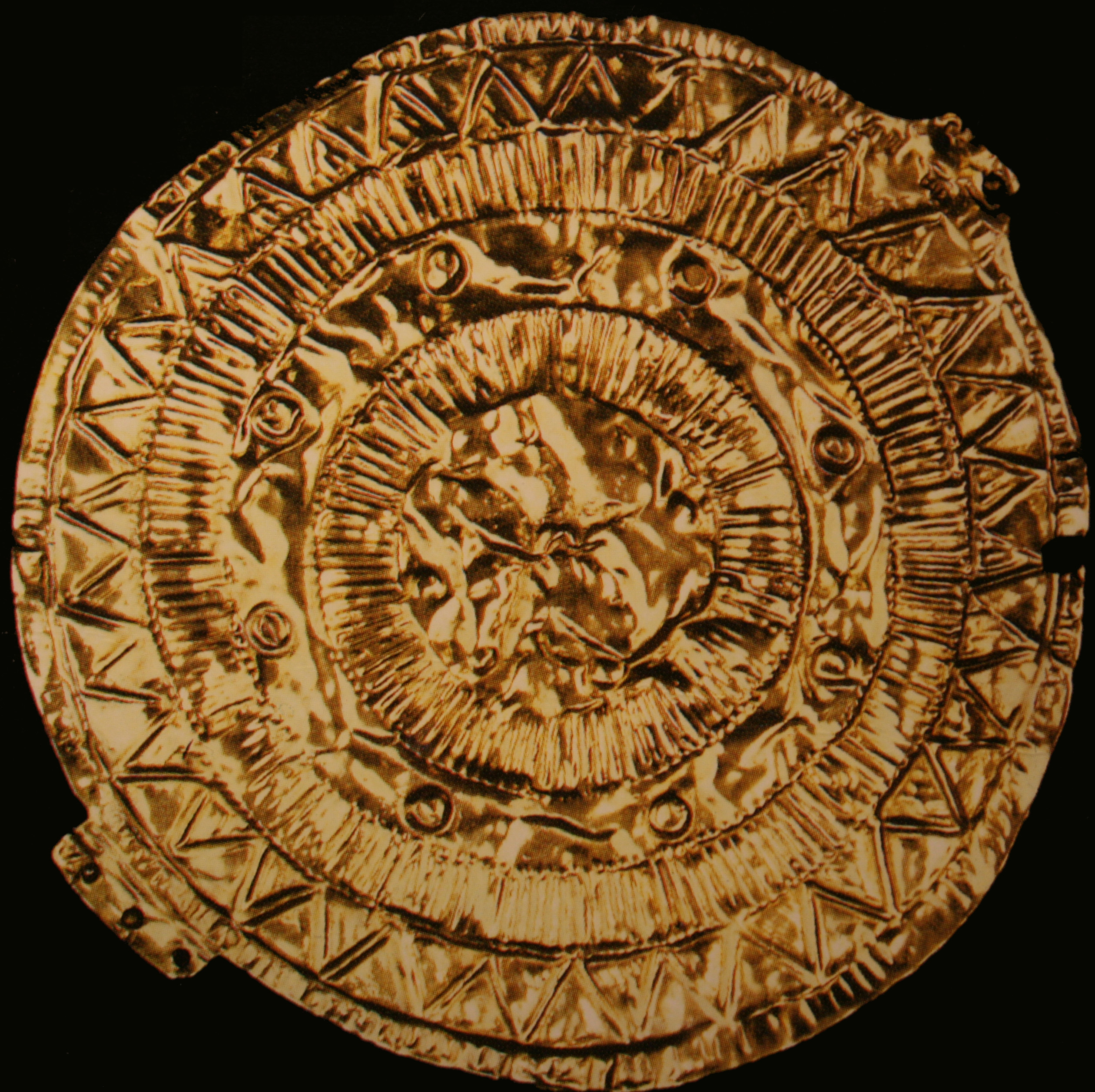
Solskivan från Moordorf

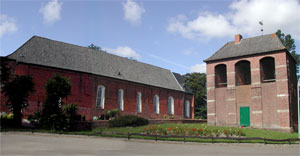
St. Victors kyrka i Victorbur

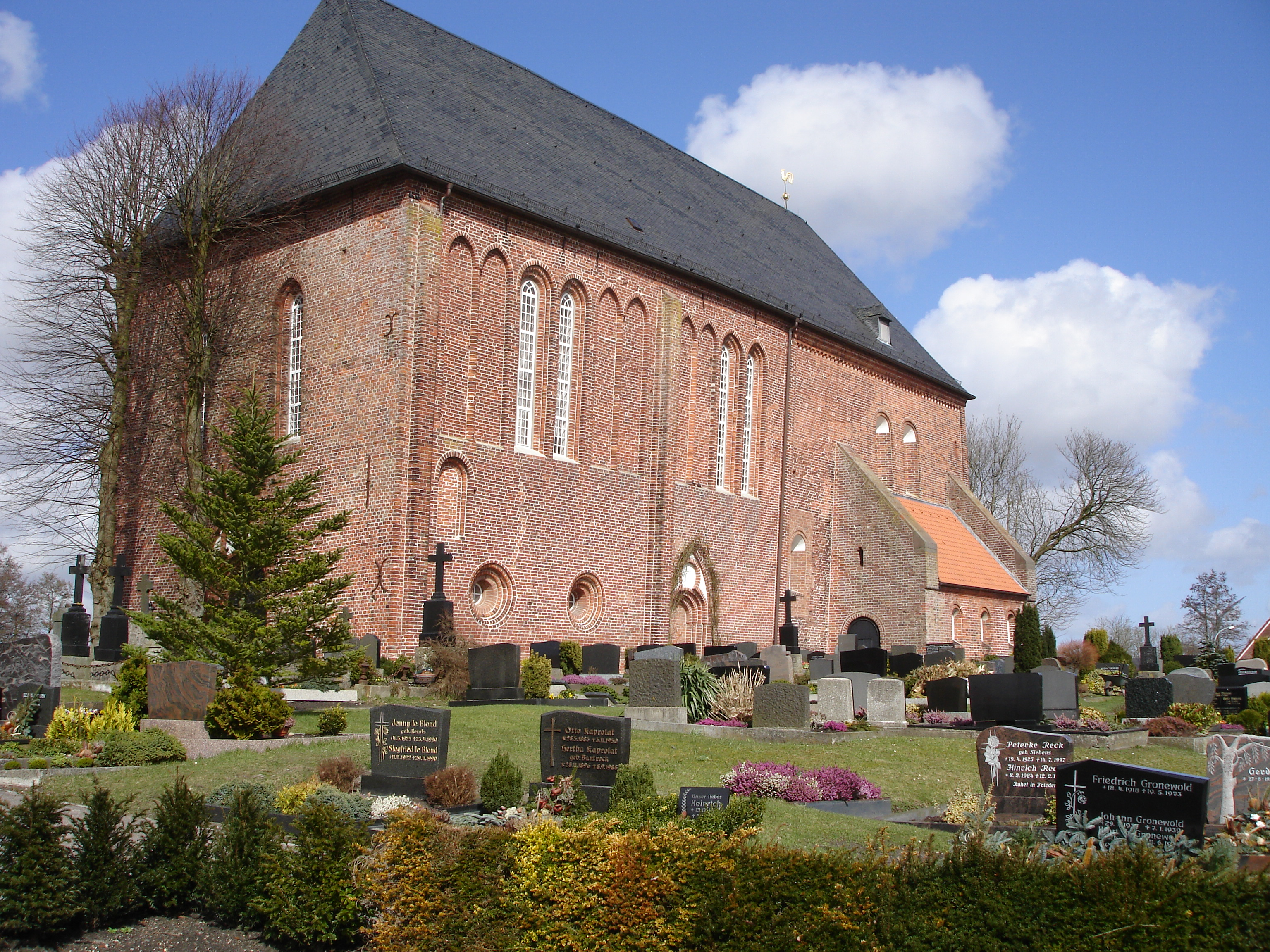
Kyrkan i Engerhafe

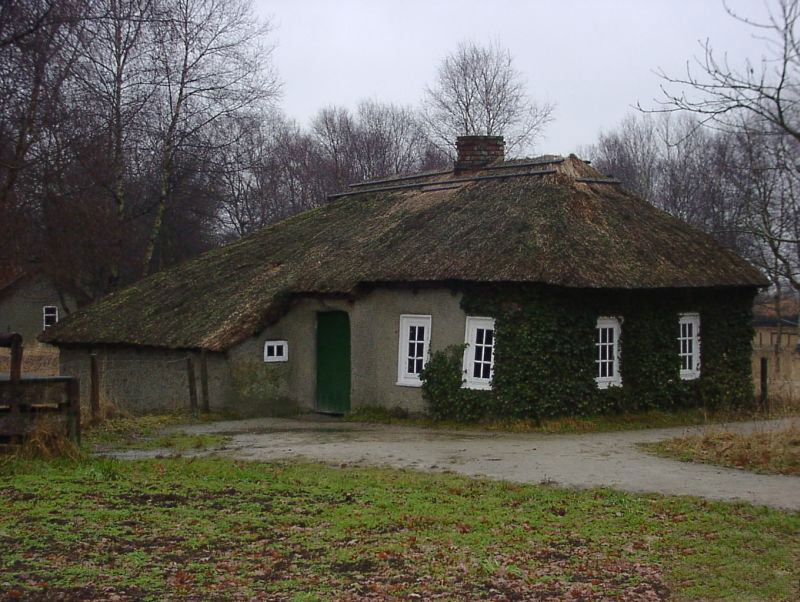
En av byggnaderna på myrmuseet i Moordorf

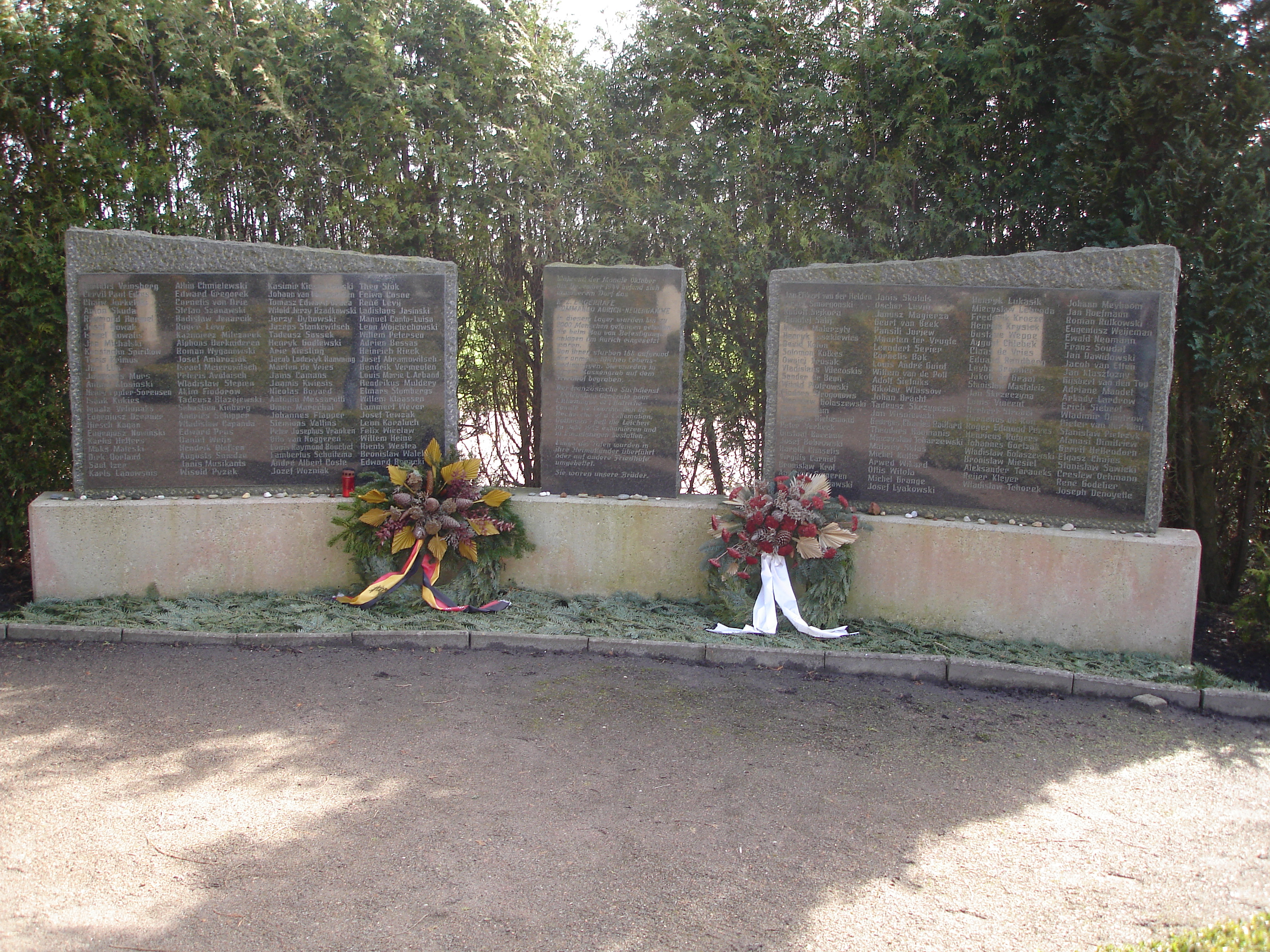
Minnesmärke över de 188 offren från nazisternas koncentrationsläger i Engerhafe

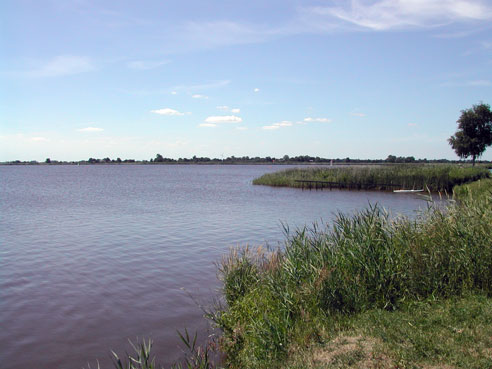
Grosses Meer

Südbrookmerland är en kommun i det tyska distriktet Aurich i det historiska landskapet Ostfriesland i delstaten Niedersachsen. Kommunen är belägen mellan städerna Aurich och Emden och har cirka 19 000 invånare.

## Geografi
Kommunen ligger inom ett tidigare myrområde inom landskapstypen geest. Inom kommunen finns flera insjöar, bland annat Grosses Meer och Sandwater. Südbrookmerland gränsar till kommunerna Brookmerland, Grossheide, Aurich, Ihlow och Hinte i distriktet Aurich samt till staden Emden.

## Historia
Kommunen ligger i det historiska området Brookmerland. 
Den nuvarande kommunen bildades i juli 1972 inom ramen för en kommunreform genom att tio tidigare självständiga kommuner slogs samman.
Ett av de mest kända föremålen som har hittats i området är en guldskiva från Moordorf. Skivan är från bronsåldern (omkring 1500 f.Kr.)
Südbrookmerland bildade under tidig medeltid en naturlig gräns mellan de områden som behärskades av biskopen av Münster och ärkebiskopen av Bremen. Under medeltiden var området en del av det historiska området Brokmerland. Tre romanska kyrkor från 1200-talet finns kvar i dag. Kyrkorna byggdes ofta på en så kallad terp, det vill säga en konstgjord kulle som skulle skydda från översvämningar från havet, bland annat kyrkan i Wiegboldsbur och St. Victor-kyrkan i Victorbur.
På 1300- och 1400-talen hade den ostfriesiska hövdingafamiljen tom Brok en borg i Oldeborg. Därifrån spred sig deras makt och lade därmed grundstenen till Ostfrieslands politiska enhet. Den siste hövdingen av familjen tom Brok, Ocko II, förlorade i oktober 1427 ett slag norr om Oldeborg mot rivalen Focko Ukena. Därefter övertogs makten i Ostfriesland av familjen Cirksena från Greetsiel år 1464.
Vid denna tid delades Brookmerland upp i två delar. I samband med att familjen Cirksena dog ut tog Preussen över makten i Ostfriesland och därmed även i Brookmerland. Under den preussiska tiden anlades ett flertal så kallade fehnkolonier på order av kung Fredrik den store. År 1767 anlades Moordorf, år 1770 Moorhusen och år 1771 Münkeboe. Nybyggarna i området levde i svår fattigdom. Myrmuseet i Moordorf visar hur livet gestaltade sig under denna tid.
Under Napoleonkrigen var området en tid under fransk förvaltning. Brookmerland tillhörde Arrondissement Aurich, först som en del av det holländska Oost-Vriesland och därefter som en del av det franska l’Ems-Oriental (Östra Ems). Efter Wienkongressen blev Brookmerland en del av kungariket Hannover, vilket bland annat innebar nya förändringar av kommungränserna.
Under tredje riket fanns ett koncentrationsläger i Engerhafe.

## Näringsliv
Südbrookmerland präglas, liksom flertalet andra ostfriesiska kommuner, av jordbruk och turism. Turismen är främst koncentrerad kring insjön Grosses Meer som är den fjärde största sjön i Niedersachsen. Inom jordbruket dominerar mjölkproduktionen.
Vid Georgsheil finns industrier. Bland annat tillverkar företaget Enercon vindkraftverk där. Genom kommunen går bland annat riksväg 72.

## Orter i Südbrookmerlands kommun
- Bedekaspel (488 invånare 2007)
- Forlitz-Blaukirchen (211)
- Moordorf (6 416)
- Moorhusen (1 342)
- Münkeboe (1 776)
- Oldeborg (1 667)
- Theene (1 367)
- Uthwerdum (1 356)
- Victorbur, kommunens huvudort (3 990)
- Wiegboldsbur (550)